# Занкт-Катарінен (Бад-Кройцнах)
Занкт-Катарінен (нім. Sankt Katharinen) — громада в Німеччині, розташована в землі Рейнланд-Пфальц. Входить до складу району Бад-Кройцнах. Складова частина об'єднання громад Рюдесгайм.
Площа — 1,70 км2. Населення становить 377 ос. (станом на 31 грудня 2020).